# Sancho I Garcés di Navarra
Sancho Garcés (Sancho anche in spagnolo, in asturiano, in portoghese e in galiziano, Sanç, in catalano e Antso in basco; 880 circa – Resa, 11 dicembre 925) fu il primo re di Pamplona della dinastia Jimena, dal 905 al 925.

## Origine
Sancho, secondo il codice di Roda, era il figlio primogenito del co-regnante e poi reggente di Pamplona García II Jiménez e della sua seconda moglie, Dadildis di Pallars, sorella del Conte di Ribagorza e di Pallars, Raimondo I, nipote del conte Raimondo I di Tolosa. García II Jiménez era figlio di Jimeno I Garcés (discendente di Íñigo Jiménez Arista) e della moglie, di cui non si conoscono né il nome né gli ascendenti, mentre secondo il codice di Roda era figlio di Jimeno ed era anche fratello di Iñigo I; anche En los albores del reino¿dinastía Iñiga?,¿dinastía Jimena? tratta la questione accettando che Íñigo e Garcia furono fratelli.

## Biografia
Suo padre fu sconfitto nella battaglia di Lumbier, combattuta nell'882 contro l'emiro di Cordova Muḥammad I ibn ʿAbd al-Raḥmān in cui morì il re di Pamplona García I Íñiguez, come riporta lo storico genealogista basco Jean de Jaurgain (1842–1920) nel suo la Vasconie, mentre sul trono di Pamplona a Garcia I succedette il figlio Fortunato, già associato al trono dall'876, a suo padre, Garcia, succedette il fratellastro di Sancho, Íñigo, come co-regnante di Fortunato Garcés, che da poco era stato liberato dall'emiro di al-Andalus Muḥammad I, dopo circa vent'anni di prigionia, come riporta lo storico medievalista navarro José María Lacarra, nel suo Historia del Reino de Navarra en la Edad Media.
Sancho, all'inizio del X secolo, aveva sposato Toda Aznárez (circa 885-970), figlia di Aznar Sánchez, signore di Larraun, e di Oneca Fortúnez, la figlia del re di Pamplona Fortunato Garcés e di Oria. I loro discendenti furono dunque della dinastia Jimena Jimena, da parte di padre, e della famiglia Íñiguez da parte di madre.
Fortunato, successivamente ritornando alla politica della famiglia Arista, stabilì buoni rapporti con i Banu Qasi (capeggiati dal pronipote di Musa II, Lope ibn Muḥammad). Questa nuova situazione non fu gradita a suo genero Alfonso III delle Asturie, ed al conte di Pallars, che, nemici dei Banu Qasi, organizzarono la deposizione di Fortunato, che avvenne nel 905 a favore non del co-regnante Inigo II, ma del suo fratellastro Sancho, che secondo Évariste Lévi-Provençal avvenne senza brutalità, essendo le due dinastie legate da rapporti di parentela.
Fortunato fu forzato a ritirarsi come monaco nel monastero di Leire (il Libro della Regola del Monastero di Leire, compilato nel 1076, riporta che Fortunato arrivò da Cordova, succedette al padre Garcia I, ma divenne monaco nel monastero di Leira, mentre Sancho I Garcés con sua moglie Toda di Navarra, nipote di Fortunato, regnarono al suo posto, come riporta Jean de Jaurgain), dove molto probabilmente morì, qualche anno dopo. Anche lo storico Sabaté Curull data la deposizione nel 905.
Assunto il potere estromettendo i cinque figli di Fortunato, legittimi eredi, perseguì in modo energico un'attività di espansione, sia contro l'emirato di al-Andalus, sia contro gli ex-alleati del regno di Pamplona, i Banu Qasi, conquistando la valle dell'Ebro e acquisendo i territori oltre il fiume Ebro. Comunque, alleatosi con il re delle Asturie Alfonso III Magno, fece la prima campagna contro Ahmad ibn Mu'awiya, autoproclamatosi il Mahdi, che dopo avere proclamato il jihād venne battuto e ucciso dal re delle Asturie Alfonso e da Sancho, come riporta lo storico Rafael Altamira, e, nel 915, a Tudela, sconfisse il Banu Qasi Mohammed ben Lupo, che gli dovette consegnare due castelli (quello di Falces e quello di Caparroso) e due figli in ostaggio.

In quegli anni, secondo il Libro de Regla del monastero (non consultato), Sancho con la moglie Toda fece due donazioni al monastero di Leire: una nel 912, documento n° 5, e una nel 918, documento n° 6. Sancho, alleatosi con il re di Galizia e León Ordoño II, batté l'esercito di al-Andalus nel 917 a San Esteban de Gormaz, ma fu poi sconfitto dall'emiro ʿAbd al-Raḥmān III a Valdejunquera nel 920. Comunque tra il 918 e il 923, arrivando fino a Nájera, ne conquistò il distretto e, nel 923, riconquistò Viguera. Nel 921 Sancho, assieme al fratello Jimeno e al fratellastro Íñigo, fece una donazione di un terreno per la fondazione di un monastero.
Nel 922, alla morte del conte di Aragona, Galindo II Aznárez, che era fratello della sua prima moglie, Urraca, Sancho occupò la contea d'Aragona, ignorando il diritto di successione di tutti gli altri pretendenti, tra cui la figlia di Galindo, Andregoto Galíndez e il governatore musulmano di Huesca, al-Tawīl, sposato con un'altra sorella del conte, Sancha. Le tensioni cessarono quando il figlio di Sancho, García, fu promesso in sposo ad Andregoto, come riporta La web de las biografias. Durante il regno di Sancho la Navarra cominciò a battere moneta.
Nel 924, come riporta la Gran enciclopedia catalana Sancho fondò il Monastero di San Martino di Albelda, come ringraziamento per tutte le vittorie riportate sui musulmani. 3 documenti, il n° 2, n° 3 e n° 4 del Cartulario de Albelda, degli anni 924 e 925, confermano l'interessamento di Sancho e della moglie Toda per il monastero di San Martino.
Nello stesso anno (924) Sancho fu sconfitto dall'emiro e futuro califfo ʿAbd al-Raḥmān III, che, dopo avere riconquistato, negli anni precedenti, Tortosa e Sangüesa, saccheggiò la capitale del regno, Pamplona, per cui la capitale fu spostata a Nájera; la campagna di ʿAbd al-Raḥmān III è ricordata da Lacarra.
Morì l'11 dicembre 925 a Resa, nella zona di Estella, dopo vent'anni di regno, come riporta il codice di Roda,; la morte di Sancho viene ricordata anche dalla Crónica de San Juan de la Peña, mentre l'anno della morte di Sancho viene riportato anche da Jaurgain. A Sancho succedette il figlio García I Sánchez, sotto la reggenza della madre Toda e dello zio Jimeno II Garcés, che fece uso del titolo regale, come riporta Lacarra. Sancho, secondo la leggenda, fu inumato nel castello di Villamayor de Monjardín

## Discendenza
Sancho dalla prima moglie, Urraca d'Aragona, non ebbe figli.
Sancho da Toda, secondo il Codice di Roda, ebbe sei figli:
- Onneca (?-nel 931, dopo il mese di giugno) sposò, nel 926, il re di León Alfonso IV il Monaco[24]
- Sancha (dopo il 900-959) secondo la Cronaca di Sampiro[25] sposò, nel 923, il re di Galizia e León Ordoño II[26]; in seconde nozze, nel 924, il conte Álvaro Herraméliz, conte di Álava dal 926, e, rimasta vedova nel 931, in terze nozze nel 932, sposò il conte di Castiglia Fernán González, come conferma il codice di Roda[27]
- Urraca (nota anche come Teresa Fiorenza, ?- 23 giugno 956), secondo la Cronaca di Sampiro[25] sposò, nel 932 circa, il re di León Ramiro II[28], fratello di Alfonso IV di León e di Fruela II delle Asturie[29]
- Velasquita (920-?) secondo il codice di Roda[1] sposò in prime nozze, verso il 923, il conte di Álava Munio Velaz; poi in seconde nozze, nel 930, Galindo, figlio di Bernardo conte di Ribagorza e infine, in terze nozze, Fortunato Galíndez[30], governatore di Nájera, sino al 978.
- Orbita detta l'orfana (?-?), probabilmente sposò il governatore di Huesca, al-Tawil.
- García Sánchez (919-970) che succedette al padre come re di Pamplona[21], che sposò in prime nozze nel 933 Andregoto Galíndez e, ripudiata Andregoto, in seconde nozze Teresa, nobile del León.

Sancho ebbe anche una figlia illegittima:
- Lupa, che sposò il Conte di Bigorre, Donat III Llop, e, secondo il codice di Roda, fu la madre di Raimondo I di Bigorre[7].

## Ascendenza
|                            |                          |                        | Genitori |  |  | Nonni |  |  | Bisnonni              |  |  | Trisnonni          |  |
|                            |                          |                        |          |  |  |       |  |  | Garcia I di Guascogna |  |  | Semen di Guascogna |  |
|                            |                          |                        |          |  |  |       |  |  | Garcia I di Guascogna |  |  | Semen di Guascogna |  |
|                            |                          | Onneca                 |          |  |  |       |  |  | Garcia I di Guascogna |  |  |                    |  |
| Jimeno I Garcés            |                          |                        |          |  |  |       |  |  | Garcia I di Guascogna |  |  |                    |  |
|                            |                          | …                      | …        |  |  |       |  |  |                       |  |  |                    |  |
|                            |                          | …                      | …        |  |  |       |  |  |                       |  |  |                    |  |
|                            |                          | …                      | …        |  |  |       |  |  |                       |  |  |                    |  |
| García II Jiménez          |                          | …                      |          |  |  |       |  |  |                       |  |  |                    |  |
|                            |                          | …                      | …        |  |  |       |  |  |                       |  |  |                    |  |
|                            |                          | …                      | …        |  |  |       |  |  |                       |  |  |                    |  |
|                            |                          | …                      | …        |  |  |       |  |  |                       |  |  |                    |  |
| …                          |                          | …                      |          |  |  |       |  |  |                       |  |  |                    |  |
|                            |                          | …                      | …        |  |  |       |  |  |                       |  |  |                    |  |
|                            |                          | …                      | …        |  |  |       |  |  |                       |  |  |                    |  |
|                            |                          | …                      | …        |  |  |       |  |  |                       |  |  |                    |  |
| Sancho I Garcés di Navarra |                          | …                      |          |  |  |       |  |  |                       |  |  |                    |  |
|                            | Donato I Lope de Bigorra | …                      |          |  |  |       |  |  |                       |  |  |                    |  |
|                            | Donato I Lope de Bigorra | …                      |          |  |  |       |  |  |                       |  |  |                    |  |
|                            | Donato I Lope de Bigorra | …                      |          |  |  |       |  |  |                       |  |  |                    |  |
| Lope I de Bigorra          | Donato I Lope de Bigorra |                        |          |  |  |       |  |  |                       |  |  |                    |  |
|                            |                          | Faquilena di Aquitania | …        |  |  |       |  |  |                       |  |  |                    |  |
|                            |                          | Faquilena di Aquitania | …        |  |  |       |  |  |                       |  |  |                    |  |
|                            |                          | Faquilena di Aquitania | …        |  |  |       |  |  |                       |  |  |                    |  |
| Dadildis di Pallars        |                          | Faquilena di Aquitania |          |  |  |       |  |  |                       |  |  |                    |  |
|                            |                          | …                      | …        |  |  |       |  |  |                       |  |  |                    |  |
|                            |                          | …                      | …        |  |  |       |  |  |                       |  |  |                    |  |
|                            |                          | …                      | …        |  |  |       |  |  |                       |  |  |                    |  |
| Faquilena de Roergue       |                          | …                      |          |  |  |       |  |  |                       |  |  |                    |  |
|                            |                          | …                      | …        |  |  |       |  |  |                       |  |  |                    |  |
|                            |                          | …                      | …        |  |  |       |  |  |                       |  |  |                    |  |
|                            |                          | …                      | …        |  |  |       |  |  |                       |  |  |                    |  |
|                            |                          | …                      |          |  |  |       |  |  |                       |  |  |                    |  |

### Fonti primarie
- (LA)  Textos navarros del Códice de Roda Archiviato il 31 gennaio 2021 in Internet Archive..
- (ES)  CRONICA DE SAN JUAN DE LA PEÑA.
- (LA)  Cartulario de Albelda.
- (LA)  Sampiri Astoricensis Episcopi chronicon.

### Letteratura storiografica
- Rafael Altamira, Il califfato occidentale, in Storia del mondo medievale, vol. II, 1999, pp. 477–515
- (ES)  #ES En los albores del reino¿dinastía Iñiga?,¿dinastía Jimena?.
- (FR)  #ES La Vasconie.
- (ES)  #ES Historia del Reino de Navarra en la Edad Media.
- (FR)  #ES Du nouveau sur le royaume de Pampelune au IXe siècle.
- (ES)  #ES Historia política del reino de Navarra Archiviato il 2 febbraio 2023 in Internet Archive..